# Parlag (település)
Parlag (1899-ig Jalovecz, szlovákul Jalovec) község Szlovákiában, a Trencséni kerületben, a Privigyei járásban.

## Fekvése
Privigyétől 9 km-re keletre, a Handlovka-patak völgyében található.

## Története
A falu területén már a bronzkorban is éltek emberek, ezt bizonyítja az itt megtalált bronz szekerce és más korabeli leletek.
A település már a 12. századtól létezik. A 13. század elején a Dobak család birtoka, 1244-től pedig a bajmóci váruradalom része volt. 1430-ban „Alloc” alakban említik először. A 15-16. században a településen üveghuta működött. 1553-ban 3 portával adózott. 1675-ben 86-an lakták. 1715-ben 9 adózó jobbágytelekkel rendelkezett. 1749-ben a Pálffy család a Huňov völgyben üveggyárat és malmot alapított. 1778-ban 203 lakosa volt.
A 18. század végén Vályi András így ír róla: „JALOVECZ. Tót falu Nyitra Várm. földes Ura G. Pálfy Uraság, lakosai katolikusok, fekszik Privigyéhez fél mértföldnyire, ’s a’ Bajmóczi Uradalomhoz tartozik, Rasztosznónak filiája, Csauszához földgye hasonlító.”
1828-ban 26 házában 183 lakos élt. Lakói mezőgazdasággal, állattartással, fazsindely és faárukészítéssel, valamint napszámos munkákkal foglalkoztak. 1831-ben építették mészégetőjét.
Fényes Elek 1851-ben kiadott geográfiai szótárában így ír a faluról: „Jalovecz, tót falu, Nyitra vmegyében, Chrénocz filial. 183 kath. lak. F. u. gr. Pálffy Ferencz. Ut. p. Privigye.”
Borovszky Samu monográfiasorozatának Nyitra vármegyét tárgyaló része szerint: „Jalovecz, a handlovai völgyben fekvő tót község, 303 r. kath. lakossal. Posta-, táviró- és vasúti állomása Privigye. Földesurai az erdődi Pálffyak voltak. A község 1430-ban Bajmócz várának tartozéka volt.”
A trianoni békeszerződésig Nyitra vármegye Privigyei járásához tartozott.
A háború után lakói földművesek, napszámosok voltak. A második világháborúban támogatták a partizáncsoportokat.

## Népessége
| Év:            | 1994. | 2004.   | 2014.   | 2024.   |
| -------------- | ----- | ------- | ------- | ------- |
| Emberek száma: | 526   | 561     | 585     | 591     |
| Eltérés:       |       | +6,65 % | +4,27 % | +1,02 % |

| Év:            | 2023. | 2024.   |
| -------------- | ----- | ------- |
| Emberek száma: | 582   | 591     |
| Eltérés:       |       | +1,54 % |

1910-ben 405, túlnyomórészt szlovák lakosa volt.
2001-ben 547 lakosából 543 szlovák volt.
2011-ben 589 lakosából 580 szlovák.

## Nevezetességei
- Jézus Szentséges Szíve tiszteletére szentelt római katolikus temploma 1927-ben épült historizáló stílusban, neoklasszicista és neoromán részletekkel.

## Külső hivatkozások
- Községinfó
- Parlag Szlovákia térképén
- E-obce.sk Archiválva 2009. november 12-i dátummal a Wayback Machine-ben
- A község Nyitrabánya honlapján